# Hemidactylus muriceus
Hemidactylus muriceus är en ödleart som beskrevs av  Peters 1870. Hemidactylus muriceus ingår i släktet Hemidactylus och familjen geckoödlor. Inga underarter finns listade i Catalogue of Life.